# Carina Bär
Carina Bär (Heilbronn, 23 gennaio 1990) è una canottiera tedesca, vincitrice della medaglia d'oro nel 4 di coppia a Rio de Janeiro 2016.

## Palmarès
- Olimpiadi

Londra 2012: argento nel 4 di coppia.
Rio de Janeiro 2016: oro nel 4 di coppia.
- Mondiali

Karapiro 2010: bronzo nel 4 di coppia.
Chungju 2013: oro nel 4 di coppia.
Amsterdam 2014: oro nel 4 di coppia.
Aiguebelette-le-Lac 2015: argento nel 4 di coppia.
- Europei

Siviglia 2013: oro nel 4 di coppia.
Poznan 2015: oro nel 4 di coppia.
Brandeburgo 2016: oro nel 4 di coppia.